# Joanna Agius
Joanna Jane Agius (* 25. Juni 1958) ist eine ehemalige maltesische Bogenschützin.

## Karriere
Joanna Agius nahm an den Olympischen Spielen 1980, 1984 und 1988 teil. Ihr bestes Resultat erzielte sie im Einzelwettkampf 1980 mit Rang 28. Zudem war sie Fahnenträgerin der maltesischen Mannschaft bei der Eröffnungsfeier 1988.